# Грачёв, Александр Петрович
Александр Петрович Грачёв (9 июня 1928 — 31 августа 2018) — передовик советской угольной промышленности, советский шахтёр, бригадир очистной бригады шахты имени В. И. Ленина, Герой Социалистического Труда (1976).

## Биография
Александр Петрович Грачёв родился 12 апреля 1928 года в селе Сарай-Гир Оренбургской области. Во время начала Великой Отечественной войны будучи школьником работал в местном колхозе. В послевоенный период до 1950 года трудился путейцем. Затем призвался в ряды Советской Армии, три с половиной года служил на Дальнем Востоке в морской пехоте. Демобилизовавшись, Александр Грачёв уехал к сестре в Новокузнецк, где работал на металлургическом комбинате им. Сталина. Через два года переехал в Башкирию. Там закончил ремесленном училище, освоил профессию электромонтёра и по комсомольской путёвке отправился в Междуреченск.
На шахту им. В. И. Ленина Александр Грачев пришёл в 1959 году. Работал лебедчиком, доставщиком-такелажником, горнорабочим, электрослесарем, помощником, затем и машинистом комбайна. В 1968 году его назначают бригадиром очистной бригады, которая сразу включилась во всекузбасское движение под девизом «Каждому забою, комплексу, машине, механизму — высокую нагрузку» и первая на Томусинском руднике достигла тысячетонной суточной нагрузке на комплекс.
В 1970 году ударному бригадиру была вручена первая награда — орден Ленина. В 1974 году Александр Петрович удостаивается звания «Почётный шахтёр». Через год жители Междуреченска избирают А. П. Грачёва депутатом Верховного Совета РСФСР.
1975 год — самый значимый в биографии Александра Петровича. Бригадиру-депутату в Москве вручаются второй орден Ленина и присваивается звание Героя Социалистического Труда. Фамилия бригадира занесена на Доску почёта передовиков производства Министерства угольной промышленности СССР.
В 1985 году Грачёв переехал в п. Зверево Ростовской области, работал на шахте «Обуховская». В 1995 году вышел на пенсию.
Проживал в городе Зверево, Ростовской области. Умер 31 августа 2018 года.

## Награды
За трудовые успехи была удостоена:
- золотая звезда «Серп и Молот» (05.03.1976)
- два ордена Ленина (30.03.1971, 05.03.1976)
- другие медали.